# 李鎮 (明朝)
李鎮（1470年—？），字安邦，江西南昌府進賢縣正隅人，民籍，明朝政治人物。

## 生平
弘治十七年（1504年）甲子江西鄉試第十一名舉人。正德六年（1511年）中式辛未科會試第一百四十三名，登第三甲第一百五十九名進士。授行人司行人，十一年正月选授湖廣道试御史，歷官監察御史，嘉靖二年三月官至廣東布政司左參議。

## 家族
曾祖李孟斌，贈經歷；祖父李仕□；父李武之，母舒氏。永感下。兄李鏜（推官）；弟李钢。